# Leila
Leila – wieś w Estonii, w prowincji Lääne, w gminie Kullamaa.